# Sylvia Huang
Sylvia Huang (Montigny-le-Tilleul, 20 april 1994) is een Belgisch violiste. Ze werd een laureate van de Koningin Elisabethwedstrijd 2019 (voor viool) en was daar ook de winnaar van de publieksprijs.
Huang groeit op als dochter van een Chinese vader en een Belgische moeder in Montigny-le-Tilleul.
In 2004 behaalde ze de eerste prijs bij de National Musical Competition Belfius Classics, in 2018 de eerste prijs van de Lions European Musical Competition.
Sylvia Huang was tweede violiste bij het Nationaal Orkest van België van 2012 tot 2014 en werd vervolgens eerste violiste bij het Koninklijk Concertgebouworkest in Amsterdam. In 2022 werd ze concertmeester van het Symfonieorkest van de Koninklijke Muntschouwburg in Brussel .
Ze bespeelt een viool van Jean-Baptiste Vuillaume die ze in bruikleen krijgt van de Fondation Arthur Grumiaux.
In 2019 ontving ze de Caecilia Prijs voor Jonge Musicus van het Jaar van de Vereniging van de Belgische Muziekpers (VBMP).